# Kottes-Purk
Kottes-Purk ist eine Marktgemeinde mit 1436 Einwohnern (Stand 1. Jänner 2025) im Bezirk Zwettl in Niederösterreich. Die Gemeinde liegt auf einer Seehöhe zwischen 650 m und 890 m, umgeben von waldbedeckten Hügeln.

## Geografie

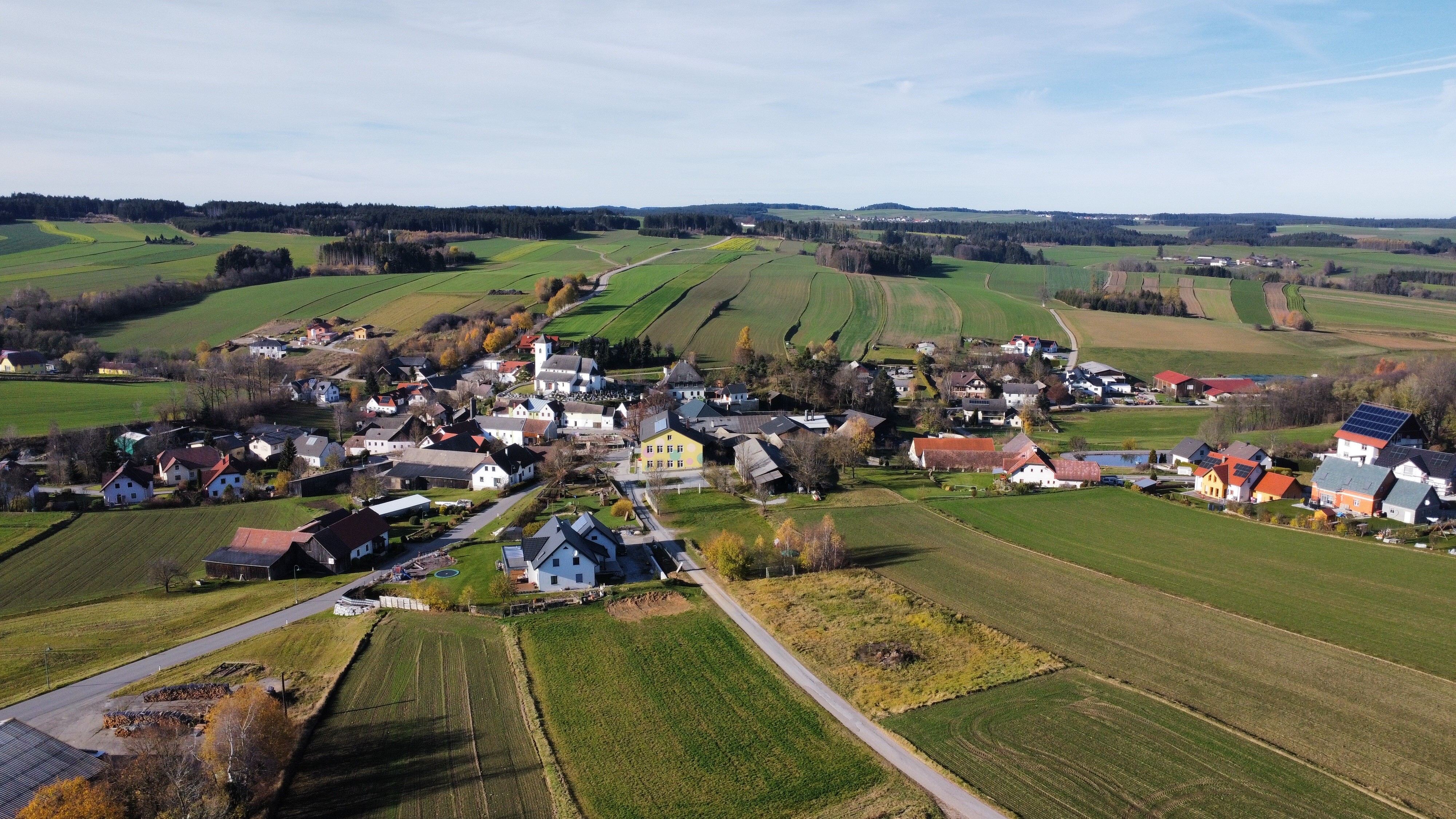
Luftaufnahme von der Ortschaft Purk

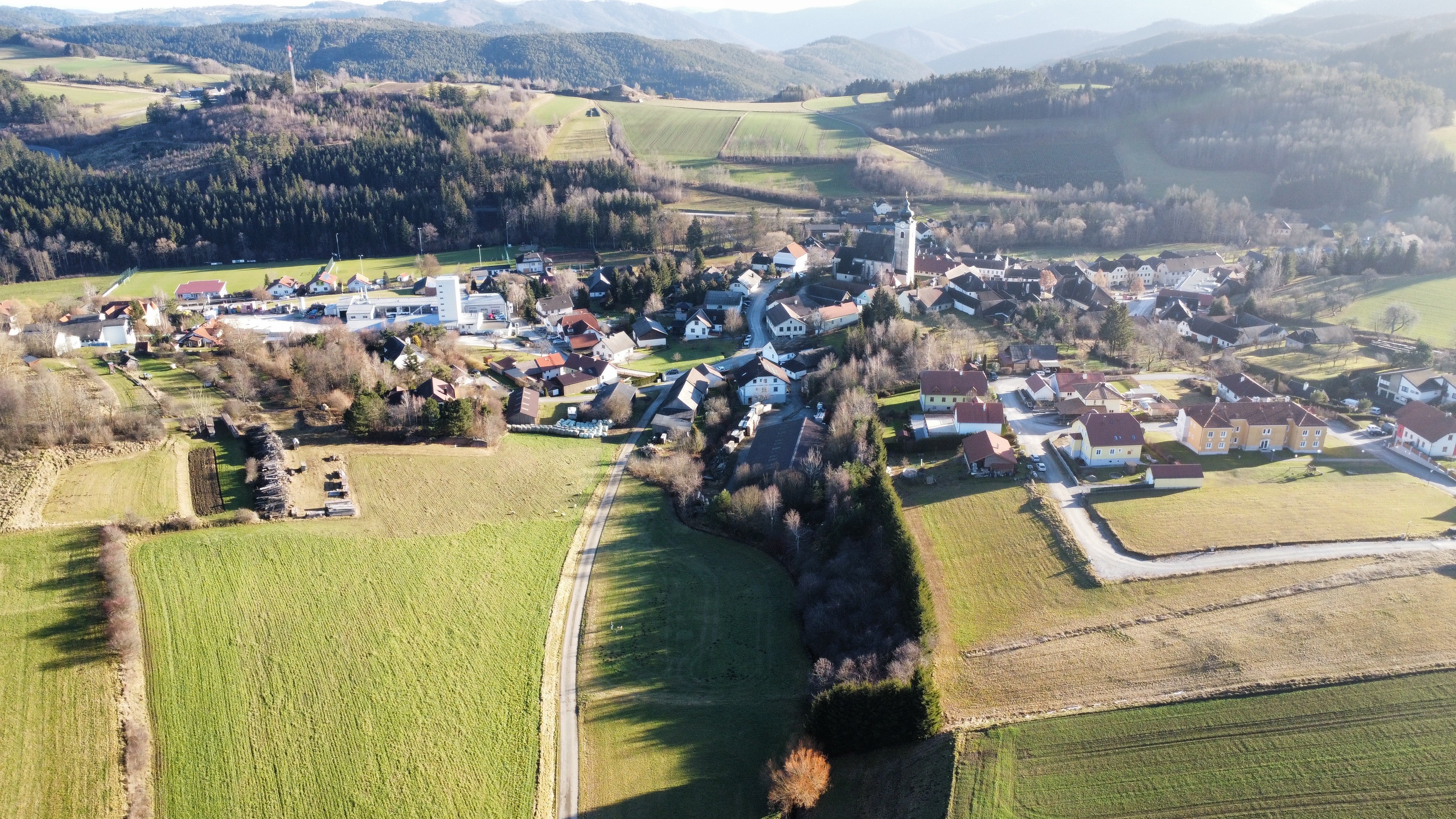
Luftaufnahme von der Ortschaft Kottes im Jahr 2022

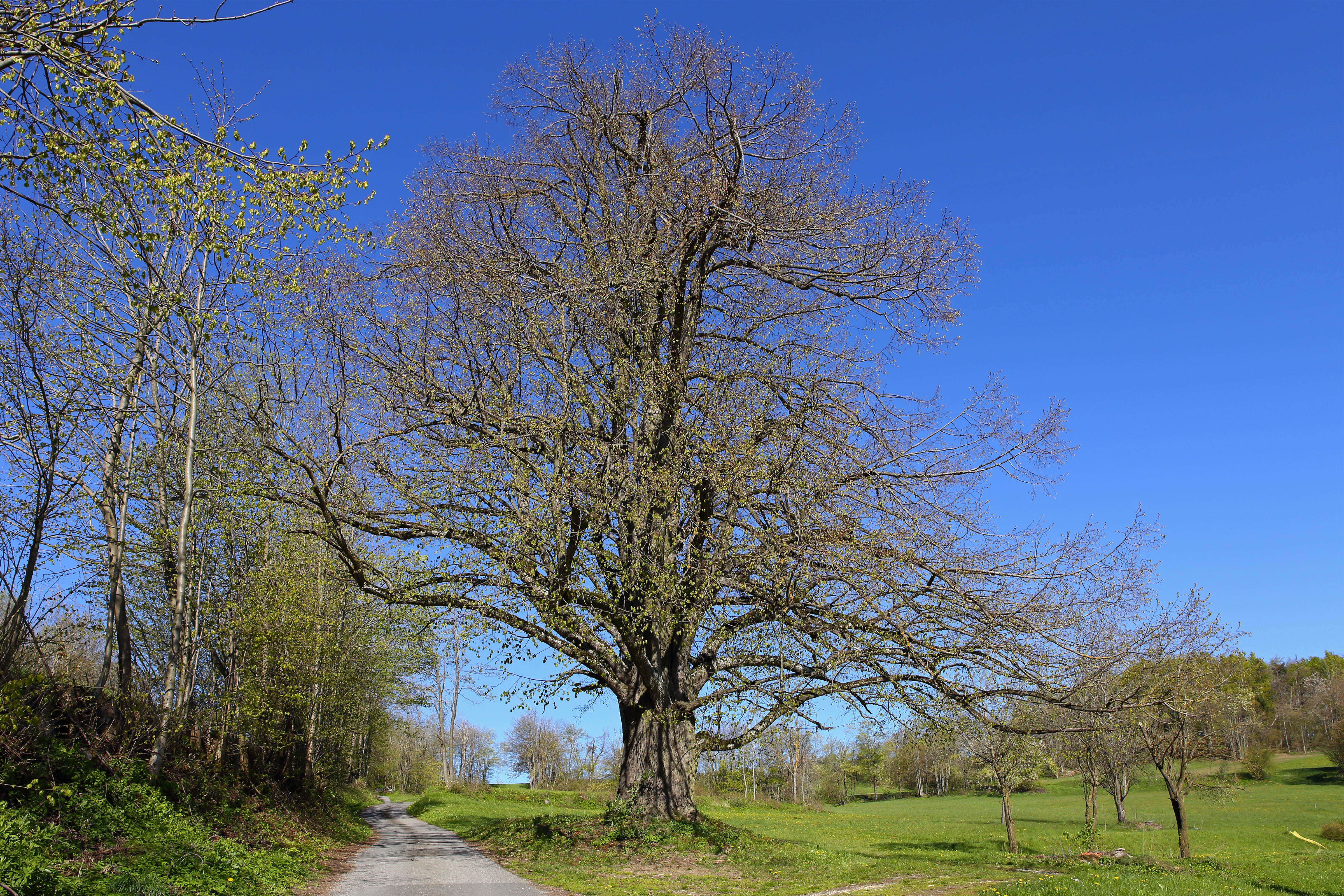
Naturdenkmal Sommerlinde in Günzles

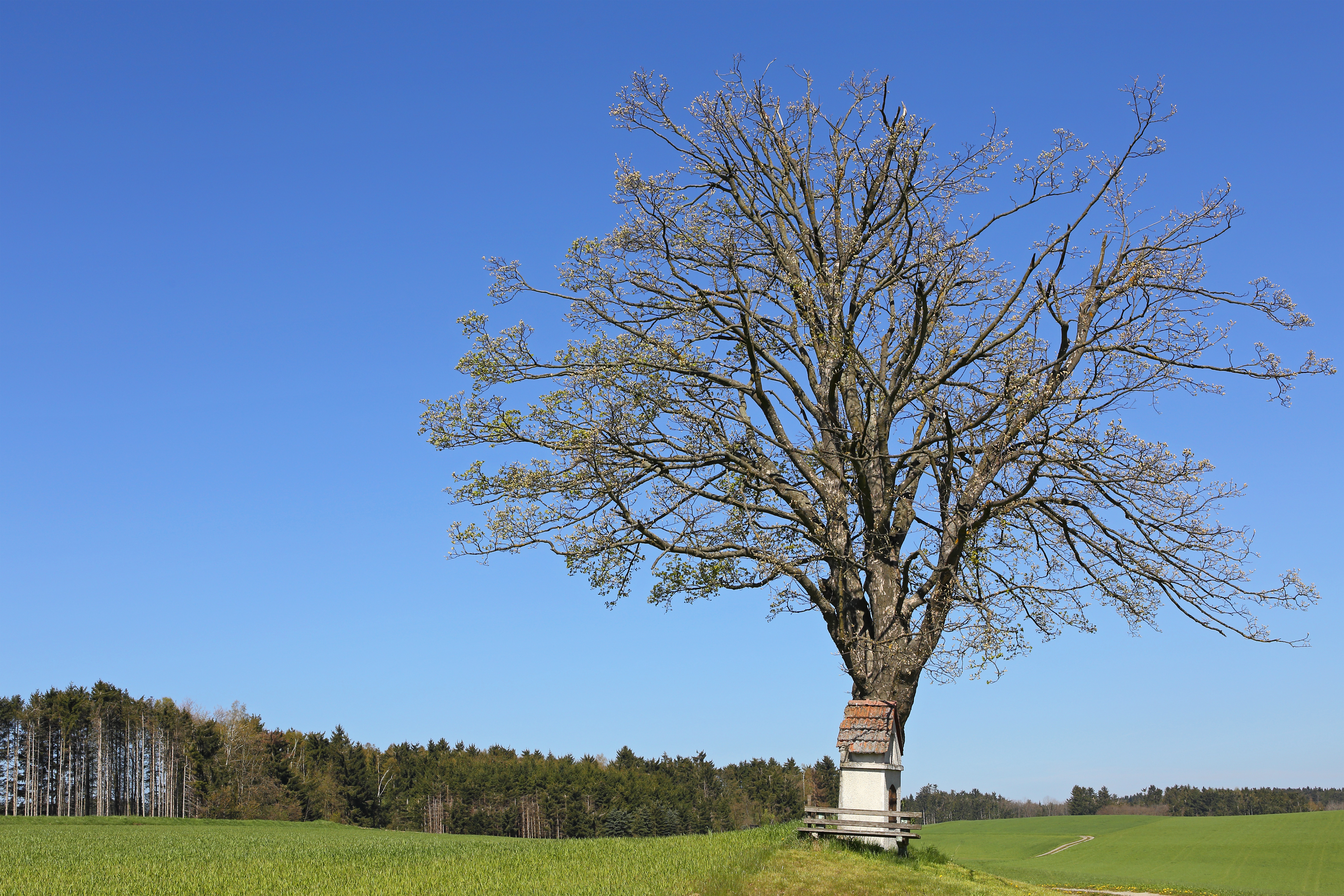
Naturdenkmal Feldahorn in Purk

Kottes-Purk liegt im Tal der Kleinen Krems im Waldviertel in Niederösterreich. Die Fläche der Marktgemeinde umfasst 58,6 Quadratkilometer. 38,68 Prozent der Fläche sind bewaldet.

### Gemeindegliederung
Das Gemeindegebiet umfasst folgende 32 Ortschaften (in Klammern Einwohnerzahl Stand 1. Jänner 2025):
- Bernhards (17)
- Dankholz (48)
- Doppl (4)
- Elsenreith (130)
- Ensberg (4)
- Ernst (2)
- Felles (23)
- Fohra (13)
- Gotthardschlag (27)
- Gschwendt (36)
- Günsles (14)
- Heitzles (55)
- Hörans (10)
- Kalkgrub (47)
- Koppenhof (12)
- Kottes (386)
- Leopolds (22)
- Münichreith (27)
- Pfaffenschlag (22)
- Pötzles (13)
- Purk (156)
- Reichpolds (36)
- Richterhof (19)
- Runds (25)
- Schoberhof (7)
- Singenreith (22)
- Teichmanns (35)
- Trittings (32)
- Voirans (38)
- Voitsau (95)
- Weikartschlag (49)
- Wernhies (10)

Die Gemeinde besteht aus den Katastralgemeinden Bernhards, Dankholz, Doppl, Elsenreith, Ensberg, Ernst, Felles, Fohra, Gotthardschlag, Gschwendt, Günzles, Heitzles, Hörans, Kalkgrub, Kottes, Leopolds, Münichreith, Pfaffenschlag, Pötzles, Purk, Reichpolds, Richterhof, Runds, Schoberhof, Singenreith, Teichmanns, Trittings, Voirans, Voitsau, Weikartsschlag und Wernhies.

### Nachbargemeinden
|                        | Sallingberg                                 | Lichtenau im Waldviertel          |
| Ottenschlag            | Kompassrose, die auf Nachbargemeinden zeigt | Albrechtsberg an der Großen Krems |
| Kirchschlag, Raxendorf | Mühldorf                                    | Weinzierl am Walde                |

## Geschichte
Diese Region des südlichen Waldviertels stand gegen Ende des 11. Jahrhunderts unter dem Einfluss des edel-freien Waldo von Grie und wurde von Höfen aus adeligem Gefolge geprägt. So war es auch bei Kottes, dessen Hof im letzten Drittel des 11. Jh. gewissermaßen ein Aufschließungszentrum für die Rodung darstellte und sich im 12. Jahrhundert durch die Pfarrentwicklung zu einem Verwaltungsmittelpunkt entfaltete.
Das Rodungsgebiet um Purk lag im Grenzbereich Waldos, wo er ein Festes Haus (="Wallburg"?) eingerichtet hatte. Vertraglich kam das Gebiet an den Markgrafen von Babenberg, der es um 1100 als Heiratsgut an seine Schwester Gerberga, Gattin des böhmischen Herzogs Bořivoj II., übergab. Spätestens um 1120 ließ sie im Bereich der Burganlage in sumpfigem Grund eine Kirche erbauen, die 1124 geweiht wurde. Die spätere Angerform des Ortes täuscht. Im frühen 12. Jh. Göttweiger Besitz geworden, bestand die Siedlungsanlage aus einer Zeile von sieben Bauern westlich des Purker Paches mit Hofäckern von ca. 11 Joch. Eine Hufe halber Größe weist auf die Dienstleistungsfunktion bei Burg/Kirche hin. Dort benachbart entstand aus einer weiteren Hufe der Göttweiger Amtssitz. Erst im 14. Jahrhundert hat das Kloster östlich der Kirche allmählich Bauern aufgesiedelt, wodurch sich die Angerform des Ortskernes entfaltete. (Univ. Doz. Dr. Hans Krawarik)
Im Zuge der NÖ. Kommunalstrukturverbesserung wurde die Gemeinde Kottes-Purk Anfang 1967 durch Zusammenschluss der Gemeinden Elsenreith, Kalkgrub, Kottes, Purk, Reichpolds und Voitsau gebildet. Anfang 1971 wurde die Gemeinde Gschwendt aus dem Bezirk Krems eingegliedert.

### Einwohnerentwicklung
| Kottes-Purk: Einwohnerzahlen von 1869 bis 2025      | Kottes-Purk: Einwohnerzahlen von 1869 bis 2025 | Kottes-Purk: Einwohnerzahlen von 1869 bis 2025 | Kottes-Purk: Einwohnerzahlen von 1869 bis 2025 | Kottes-Purk: Einwohnerzahlen von 1869 bis 2025 |
| --------------------------------------------------- | ---------------------------------------------- | ---------------------------------------------- | ---------------------------------------------- | ---------------------------------------------- |
| Jahr                                                |                                                |                                                |                                                | Einwohner                                      |
| 1869                                                | 1869                                           |                                                | 2.513                                          | 2.513                                          |
| 1880                                                | 1880                                           |                                                | 2.602                                          | 2.602                                          |
| 1890                                                | 1890                                           |                                                | 2.666                                          | 2.666                                          |
| 1900                                                | 1900                                           |                                                | 2.466                                          | 2.466                                          |
| 1910                                                | 1910                                           |                                                | 2.446                                          | 2.446                                          |
| 1923                                                | 1923                                           |                                                | 2.392                                          | 2.392                                          |
| 1934                                                | 1934                                           |                                                | 2.330                                          | 2.330                                          |
| 1939                                                | 1939                                           |                                                | 2.459                                          | 2.459                                          |
| 1951                                                | 1951                                           |                                                | 2.093                                          | 2.093                                          |
| 1961                                                | 1961                                           |                                                | 2.016                                          | 2.016                                          |
| 1971                                                | 1971                                           |                                                | 1.890                                          | 1.890                                          |
| 1981                                                | 1981                                           |                                                | 1.788                                          | 1.788                                          |
| 1991                                                | 1991                                           |                                                | 1.672                                          | 1.672                                          |
| 2001                                                | 2001                                           |                                                | 1.628                                          | 1.628                                          |
| 2011                                                | 2011                                           |                                                | 1.536                                          | 1.536                                          |
| 2021                                                | 2021                                           |                                                | 1.452                                          | 1.452                                          |
| 2025                                                | 2025                                           |                                                | 1.436                                          | 1.436                                          |
| Quelle(n): Statistik Austria, Gebietsstand 1.1.2021 |                                                |                                                |                                                |                                                |

## Kultur und Sehenswürdigkeiten

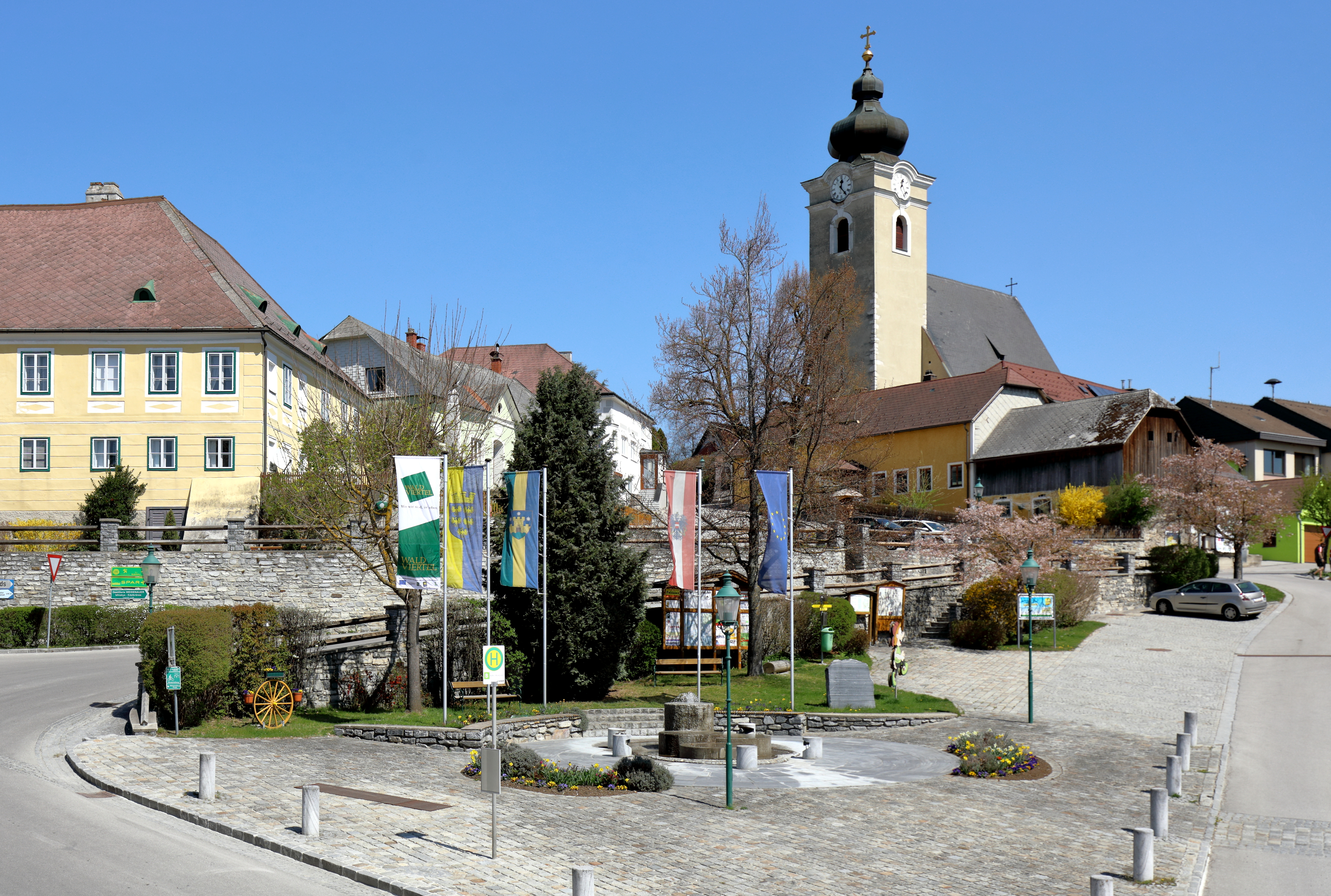
Pfarrkirche Kottes

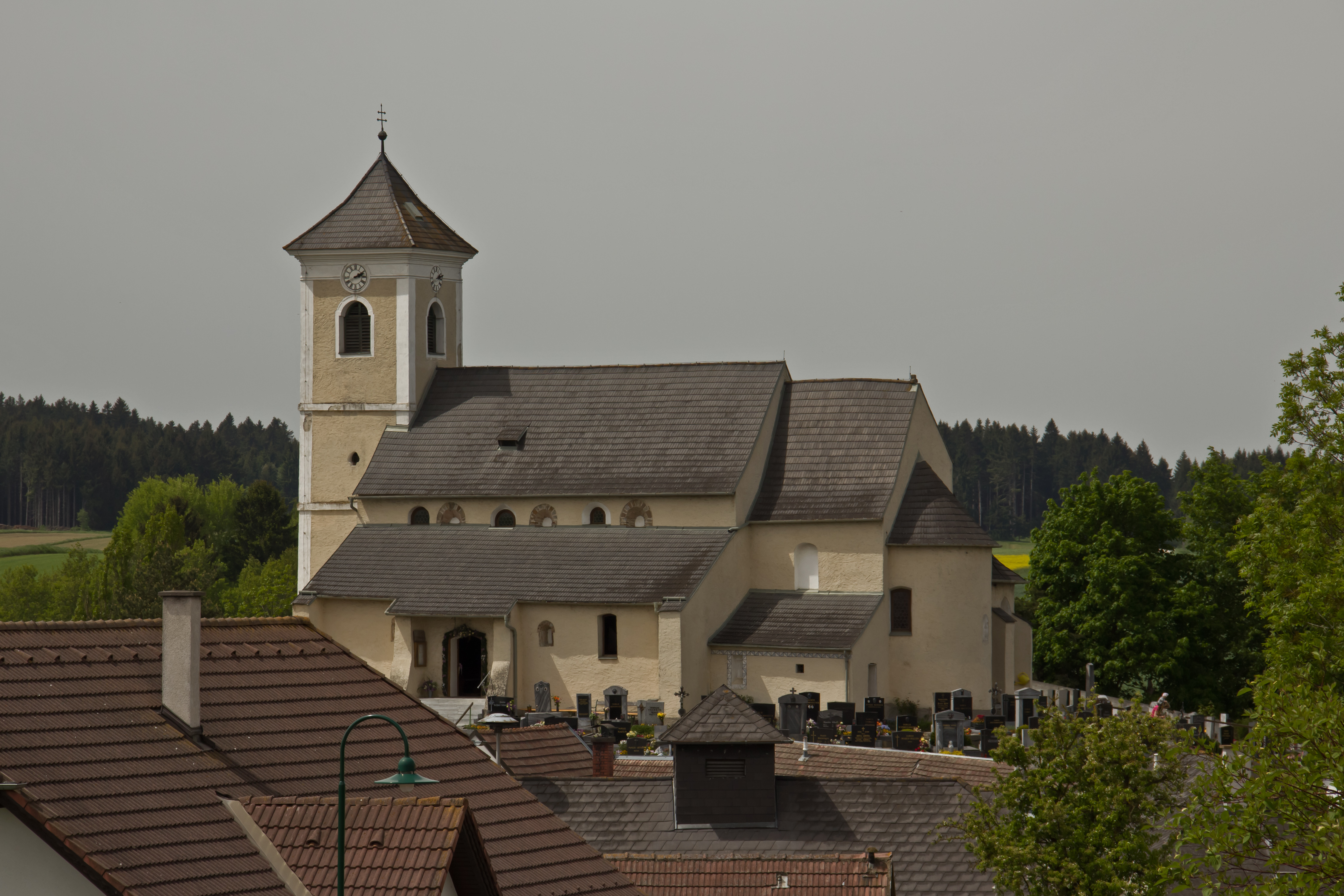
Pfarrkirche Purk

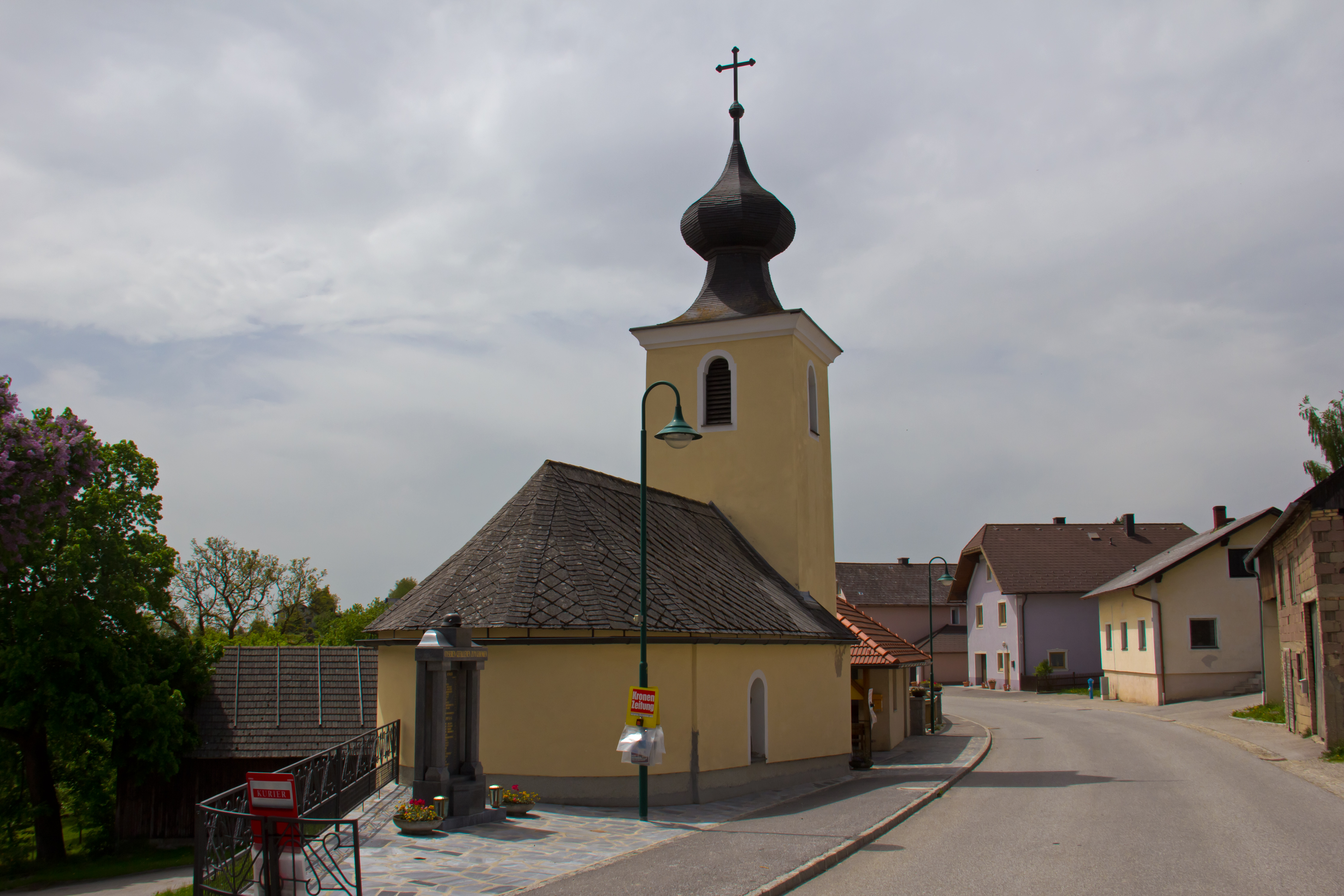
Ortskapelle Elsenreith

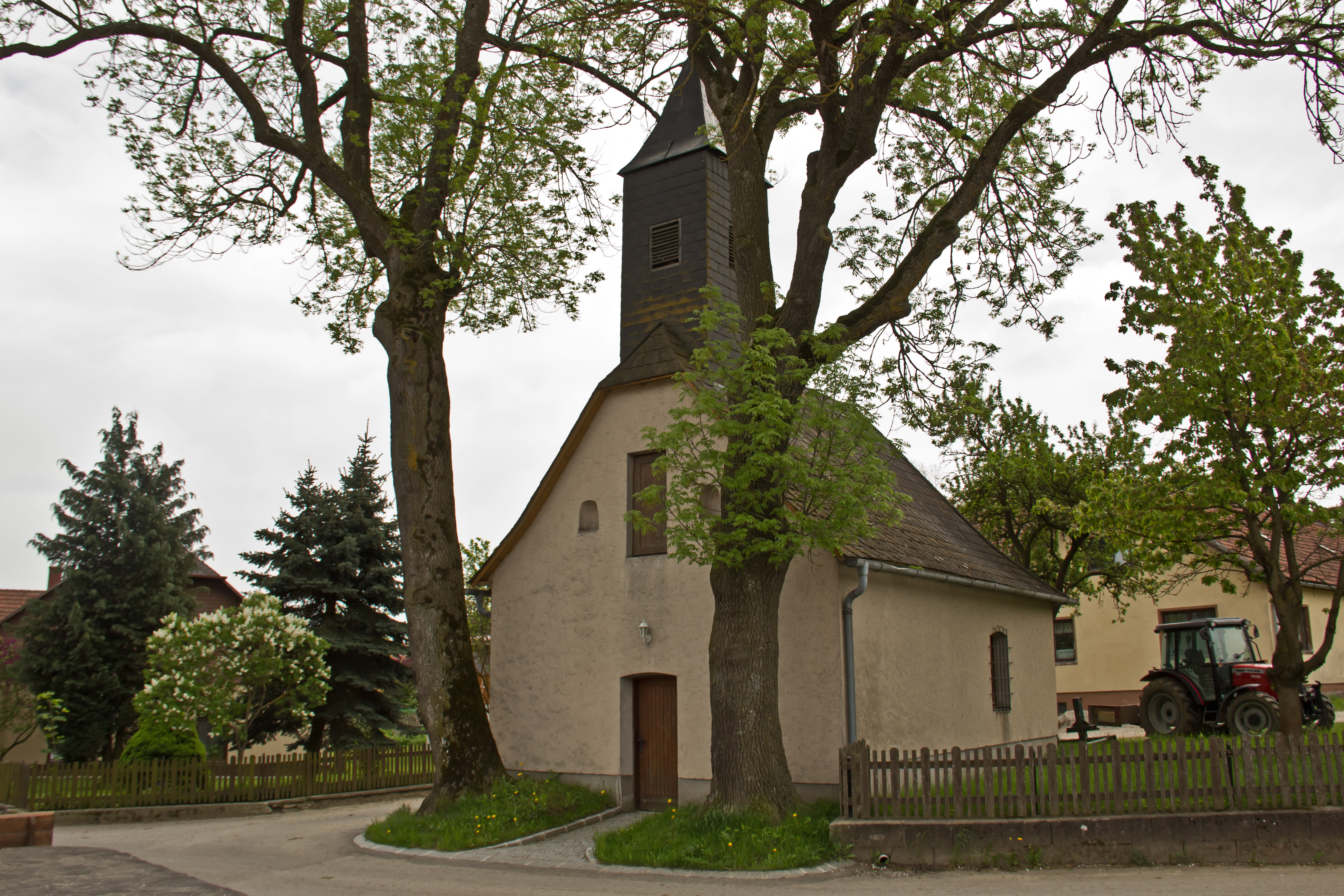
Ortskapelle Voitsau

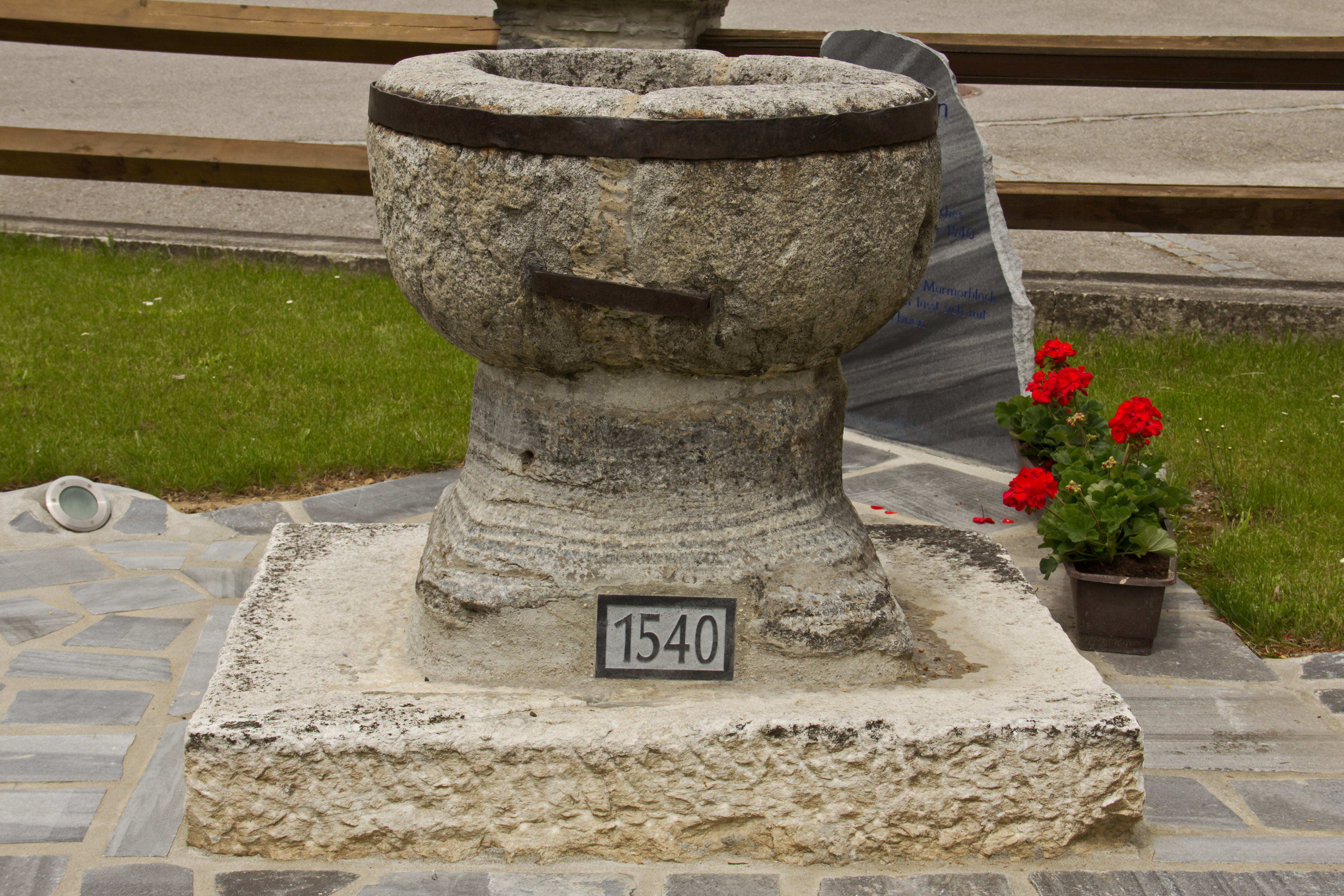
Kornmetzen in Kottes

- Katholische Pfarrkirche Kottes Mariä Himmelfahrt
- Katholische Pfarrkirche Purk hl. Martin
- Ortskapelle Elsenreith
- Ortskapelle Voitsau
- Teichmannser Wand (Felsformation bei Teichmanns)

## Wirtschaft
Im Jahr 2011 gab es in der Marktgemeinde 158 Erwerbstätige in der Landwirtschaft, 173 im Produktionssektor und 132 im Dienstleistungssektor. Im Produktionssektor arbeiteten rund 45 Prozent in der Bauwirtschaft, dreißig Prozent beschäftigte die Herstellung von Waren und ein Viertel der Bergbau. Im Dienstleistungssektor war der Handel der größte Arbeitgeber.
Durch die Gemeinde verläuft der Nord-Süd-Weitwanderweg, welcher das Waldviertel mit der Weststeiermark verbindet. Die Ortschaft Elsenreith ist das Ziel der dritten Etappe des Weitwanderwegs.
In den zahlreichen Steinbrüchen wurde Wachauer Marmor abgebaut.

## Politik

### Gemeinderat
Der Gemeinderat hat 19 Mitglieder.
- Mit den Gemeinderatswahlen in Niederösterreich 1990 hatte der Gemeinderat folgende Verteilung: 16 ÖVP, 2 SPÖ und 1 FPÖ.
- Mit den Gemeinderatswahlen in Niederösterreich 1995 hatte der Gemeinderat folgende Verteilung: 16 ÖVP, 2 SPÖ und 1 FPÖ.[4]
- Mit den Gemeinderatswahlen in Niederösterreich 2000 hatte der Gemeinderat folgende Verteilung: 16 ÖVP, 2 SPÖ und 1 FPÖ.[5]
- Mit den Gemeinderatswahlen in Niederösterreich 2005 hatte der Gemeinderat folgende Verteilung: 16 ÖVP und 3 SPÖ.[6]
- Mit den Gemeinderatswahlen in Niederösterreich 2010 hatte der Gemeinderat folgende Verteilung: 15 ÖVP, 3 SPÖ und 1 FPÖ.[7]
- Mit den Gemeinderatswahlen in Niederösterreich 2015 hatte der Gemeinderat folgende Verteilung: 15 ÖVP und 4 SPÖ.[8]
- Mit den Gemeinderatswahlen in Niederösterreich 2020 hatte der Gemeinderat folgende Verteilung: 16 ÖVP und 3 SPÖ.[9]
- Mit den Gemeinderatswahlen in Niederösterreich 2025 hat der Gemeinderat folgende Verteilung: 16 ÖVP und 3 SPÖ.[10]

### Bürgermeister
- 1971–1990 Josef Vogl
- 1990–1992 Friedrich Lagler
- 1992–2005 Franz Hörhan (ÖVP)
- 2005–2017 Wolfgang Vogl (ÖVP)
- seit 2017 Josef Zottl (ÖVP)[11]

### Wappen
Das Wappen ist mehr als 350 Jahre alt.